# Многополосая бойга
Многополосая бойга (лат. Boiga multifasciata) — вид змей из рода бойга в семействе ужеобразных.
Это серая змея с косыми чёрными поперечными полосами и рядом белых пятен вдоль линии хребта. На голове у неё имеется пара чёрных полос от лба к затылку, другая чёрная полоса проходит от глаза к спайке челюстей, а следующая — по затылку. Верхние губы с чёрными краями. Длина взрослых особей составляет около 87,5 см.
Вид распространён в Индии (штаты Химачал-Прадеш и Сикким), Непале и Бутане.